# تپه ریخته‌کوب
تپه ریخته کوب مربوط به عصر مفرغ - عصر آهن است و در شهرستان خرم‌آباد، بخش دوره چگنی، دهستان کشکان، ۳۰۰ متری شرق روستای ریخته کوب واقع شده و این اثر در تاریخ ۲۲ اسفند ۱۳۸۵ با شمارهٔ ثبت ۱۸۱۷۴ به‌عنوان یکی از آثار ملی ایران به ثبت رسیده است.